# 1017 Jacqueline
1017 Jacqueline är en asteroid i huvudbältet som upptäcktes den 4 februari 1924 av den fransk-ryske astronomen Beniamin Zjechovskij. Dess preliminära beteckning var 1924 QL. Asteroiden namngavs senare efter en av Jekhowskys studenter, Jacqueline Zadoc-Kahn.
Jacquelines förra periheliepassage skedde den 13 mars 2021. Dess rotationstid har beräknats till 7,87 timmar.